# Championnat d'Irlande du Nord de football 1969-1970
Navigation
Édition précédente Édition suivante
Le 68e Championnat d'Irlande du Nord de football se déroule en 1969-1970. Glentoran FC remporte son quatorzième titre de champion d’Irlande du Nord. Le titre est acquis avec sept points d’avance sur quatre équipes ex æquo avec 27 points. 
Coleraine FC est deuxième, Ards FC complète le podium. 
Avec 21 buts marqués,  Des Dickson de Coleraine FC remporte le premier de ses six titres de meilleur buteur de la compétition.

## Les 12 clubs participants
- Ards FC
- Bangor FC
- Ballymena United
- Cliftonville FC
- Coleraine FC
- Crusaders FC
- Derry City FC
- Distillery FC
- Glenavon FC
- Glentoran FC
- Linfield FC
- Portadown FC

## Compétition

### Classement
Le classement est établi sur le barème de points classique (victoire à 2 points, match nul à 1, défaite à 0).
| Rang | Équipe           | Pts | J  | G  | N | P  | Bp | Bc | Diff |
| ---- | ---------------- | --- | -- | -- | - | -- | -- | -- | ---- |
| 1    | Glentoran FC     | 34  | 22 | 14 | 6 | 2  | 46 | 17 | +29  |
| 2    | Coleraine FC     | 27  | 22 | 12 | 3 | 7  | 50 | 31 | +19  |
| 3    | Ards FC          | 27  | 22 | 10 | 7 | 5  | 41 | 26 | +15  |
| 4    | Linfield FC T C  | 27  | 22 | 11 | 5 | 6  | 48 | 36 | +12  |
| 5    | Derry City FC    | 27  | 22 | 11 | 5 | 6  | 38 | 31 | +7   |
| 6    | Portadown FC     | 25  | 22 | 11 | 3 | 8  | 42 | 37 | +5   |
| 7    | Glenavon FC      | 22  | 22 | 7  | 8 | 7  | 32 | 36 | -4   |
| 8    | Bangor FC        | 19  | 22 | 6  | 7 | 9  | 32 | 36 | -4   |
| 9    | Crusaders FC     | 19  | 22 | 8  | 3 | 11 | 42 | 52 | -10  |
| 10   | Ballymena United | 16  | 22 | 5  | 6 | 11 | 24 | 42 | -18  |
| 11   | Distillery FC    | 15  | 22 | 5  | 5 | 12 | 25 | 45 | -20  |
| 12   | Cliftonville FC  | 6   | 22 | 1  | 4 | 17 | 20 | 51 | -31  |

| Légende : Qualifications et relégations | Légende : Qualifications et relégations                                      |
| --------------------------------------- | ---------------------------------------------------------------------------- |
|                                         | Coupe d'Europe des Clubs champions 1970-1971                                 |
|                                         | Coupe d'Europe des vainqueurs de coupe 1970-1971                             |
|                                         | Coupe des villes de foires 1970-1971                                         |
|                                         | Relégation en deuxième division                                              |
|                                         | T : Tenant du titre C : Vainqueurs de la Coupe d'Irlande du Nord de football |

## Bilan de la saison
| Tableau d'Honneur                         |              |
| Compétition                               | Vainqueur    |
| Championnat d'Irlande du Nord de football | Glentoran FC |
| Coupe d'Irlande du Nord de football       | Linfield FC  |

| Promotions et relégations |       |
| Relégués                  | Aucun |
| Promus                    | Aucun |

## Statistiques

### Meilleur buteur
- Des Dickson, Coleraine FC 21 buts